# Nam vương Thế giới 2024
Nam vương Thế giới 2024 là cuộc thi Nam vương Thế giới lần thứ 11. Cuộc thi diễn ra vào ngày 23 tháng 11 năm 2024 tại NovaWorld Phan Thiết, xã Tiến Thành, thành phố Phan Thiết, tỉnh Bình Thuận, Việt Nam. Nam vương Thế giới 2019 - Jack Heslewood đến từ Anh đã trao lại danh hiệu cho người kế nhiệm là Danny Mejia đến từ Puerto Rico.

## Thông tin cuộc thi
Vào ngày 17 tháng 3 năm 2024, trang chủ của cuộc thi Nam vương Thế giới đã thông báo trên trang mạng xã hội chính thức rằng cuộc thi lần thứ 11 dự kiến sẽ được tổ chức tại Việt Nam vào tháng 9 năm 2024. Đây sẽ là lần đầu tiên Việt Nam đăng cai cuộc thi và là lần thứ ba một quốc gia châu Á đăng cai cuộc thi, sau Hàn Quốc vào năm 2010 và Philippines vào năm 2019. Lễ ký kết biên bản ghi nhớ giữa tổ chức Hoa hậu Thế giới và đơn vị tổ chức địa phương Sen Vàng Entertainment, đơn vị cũng tổ chức cuộc thi Nam vương Thế giới Việt Nam, đã diễn ra trong buổi họp báo về phiên bản đầu tiên của cuộc thi Mister World Việt Nam tại Hội trường Vertical Garden, Khách sạn Rex ở Thành phố Hồ Chí Minh vào ngày 22 tháng 6 năm 2024. Tham dự sự kiện này có Nam vương Thế giới 2019 Jack Heslewood và Hoa hậu Thế giới 2023 Krystyna Pyszková.
Cuộc thi ban đầu được lên lịch diễn ra từ ngày 12 đến 28 tháng 9, nhưng đã được dời lịch lại từ ngày 17 tháng 9 đến ngày 5 tháng 10 và một lần nữa đến ngày 5 đến 23 tháng 11, do sự ra đi của Cố Tổng Bí thư Ban Chấp hành Trung ương Đảng Cộng sản Việt Nam, Nguyễn Phú Trọng. Các thí sinh sẽ đi qua nhiều địa điểm như Thành phố Phan Thiết, Thành phố Vũng Tàu và Vườn Quốc gia Nam Cát Tiên. Năm nay, cuộc thi sẽ bao gồm một số hoạt động bao gồm các sự kiện thử thách trước vòng chung kết, buổi chụp ảnh nghệ thuật cơ thể và bầu chọn "Đại sứ môi trường xanh Nam Cát Tiên".

## Kết quả

### Thứ hạng
| Kết quả                 | Thí sinh |
| ----------------------- | --- |
| Nam vương Thế giới 2024 | - Puerto Rico – Danny Mejia |
| Á vương 1               | - Việt Nam – Phạm Tuấn Ngọc |
| Á vương 2               | - Tây Ban Nha – Antonio Company |
| Á vương 3               | - Angola – Salvatore Crisball |
| Top 10                  | - Séc – Tomas Haring - Ấn Độ – Gokul Ganesan - Kenya – Teddy Rossiter - Sri Lanka – Megha Sooriyaarachchi - Thổ Nhĩ Kỳ – Ege Karabenli - Venezuela – Juan Alberto García |
| Top 20                  | - Argentina – Tomas Ghigo - Bỉ – Nathan de Schepper - Ý – Bruno Barbieri - Liban – Mario El Hajj - México – Alan Salazar - Myanmar – Sai Toung Law - Perú – Mickael Peña Olivieri - Philippines – Kirk Bondad - Sierra Leone – Alhaji Hassan Mansaray - Hoa Kỳ – Daryn Friedman |

### Thứ tự gọi tên
| 1. Puerto Rico 2. Hoa Kỳ 3. Thổ Nhĩ Kỳ 4. Ý 5. Myanmar 6. Perú 7. Bỉ 8. Sierra Leone 9. Sri Lanka 10. Argentina 11. México 12. Venezuela 13. Séc 14. Tây Ban Nha 15. Angola 16. Kenya 17. Ấn Độ 18. Liban 19. Philippines 20. Việt Nam | 1. Puerto Rico 2. Venezuela 3. Séc 4. Tây Ban Nha 5. Angola 6. Kenya 7. Ấn Độ 8. Thổ Nhĩ Kỳ 9. Việt Nam 10. Sri Lanka | 1. Puerto Rico 2. Tây Ban Nha 3. Angola 4. Việt Nam |

### Các nam vương khu vực
| Khu vực        | Thí sinh                          |
| -------------- | --------------------------------- |
| Châu Mỹ        | - Venezuela – Juan Alberto García |
| Vùng Caribe    | - Jamaica – Tarique Barrett       |
| Châu Á         | - Việt Nam – Phạm Tuấn Ngọc       |
| Châu Đại Dương | - Úc – Lochlan Carey              |
| Châu Phi       | - Angola – Salvatore Crisball     |
| Châu Âu        | - Tây Ban Nha – Antonio Company   |

## Các giải thưởng đặc biệt
| Giải thưởng            | Giải thưởng            | Thí sinh                               |
| ---------------------- | ---------------------- | -------------------------------------- |
| Head to Head Challenge | Head to Head Challenge | - Hoa Kỳ – Daryn Friedman              |
| Sports                 | Sports                 | - Puerto Rico – Danny Mejia            |
| Talent                 | Talent                 | - Puerto Rico – Danny Mejia            |
| Top Model              | Top Model              | - Thổ Nhĩ Kỳ – Ege Karabenli           |
| Beauty With a Purpose  | Beauty With a Purpose  | - Myanmar – Sai Toung Law              |
| Multimedia Challenge   | Multimedia Challenge   | - Ý – Bruno Barbieri                   |
| Best National Costume  | Giám khảo              | - Nam Sudan – Amac Mathiang Ater Apugi |
| Best National Costume  | Fan Vote               | - Sri Lanka – Megha Sooriyaarachchi    |
| Mr People's Choice     | Mr People's Choice     | - Sri Lanka – Megha Sooriyaarachchi    |

## Các phần thi

### Head to Head Challenge
Thí sinh chiến thắng phần thi Head to Head Challenge sẽ được tiến thẳng vào Top 20.

#### Vòng 1
- Thí sinh vào Vòng 2

| Nhóm châu lục           | Thí sinh    | Thí sinh          | Thí sinh     | Thí sinh    |
| ----------------------- | ----------- | ----------------- | ------------ | ----------- |
| Châu Á & Châu Đại Dương | Úc          | Bangladesh        | Campuchia    | Trung Quốc  |
| Châu Á & Châu Đại Dương | Ấn Độ       | Indonesia         | Nhật Bản     | Lào         |
| Châu Á & Châu Đại Dương | Liban       | Malaysia          | Myanmar      | Nepal       |
| Châu Á & Châu Đại Dương | New Zealand | Pakistan          | Philippines  | Singapore   |
| Châu Á & Châu Đại Dương | Sri Lanka   | Thái Lan          | Thổ Nhĩ Kỳ   | Việt Nam    |
| Châu Phi                | Angola      | Botswana          | Ethiopia     | Guinée      |
| Châu Phi                | Kenya       | Mauritius         | Sierra Leone | Nam Phi     |
| Châu Mỹ & Vùng Caribê   | Argentina   | Bolivia           | Brasil       | Canada      |
| Châu Mỹ & Vùng Caribê   | Colombia    | Cộng hòa Dominica | Ecuador      | El Salvador |
| Châu Mỹ & Vùng Caribê   | Guadeloupe  | Jamaica           | México       | Nicaragua   |
| Châu Mỹ & Vùng Caribê   | Puerto Rico | Hoa Kỳ            | Venezuela    | —           |
| Châu Âu                 | Albania     | Bỉ                | Bulgaria     | Séc         |
| Châu Âu                 | Anh         | Phần Lan          | Pháp         | Ireland     |
| Châu Âu                 | Ý           | Malta             | Montenegro   | Hà Lan      |
| Châu Âu                 | Bắc Ireland | Ba Lan            | Serbia       | Tây Ban Nha |

- Chú thích:  Perú và  Nam Sudan không tham gia Head-to-Head challenge.

#### Vòng 2
- Thí sinh vào Vòng 3

| Nhóm | Quốc gia 1  | Quốc gia 2  | Quốc gia 3   | Quốc gia 4 |
| ---- | ----------- | ----------- | ------------ | ---------- |
| 1    | Puerto Rico | Argentina   | Ireland      | Việt Nam   |
| 2    | Ý           | Séc         | El Salvador  | Singapore  |
| 3    | Anh         | Guinée      | Canada       | Ấn Độ      |
| 4    | Úc          | Tây Ban Nha | Sierra Leone | Ethiopia   |
| 5    | Pháp        | Indonesia   | Hoa Kỳ       | Montenegro |

#### Vòng 3
- Thí sinh vào Top 20 khi chiến thắng phần thi Head to Head Challenge

| Quốc gia 1  | Quốc gia 2 | Quốc gia 3 | Quốc gia 4 | Quốc gia 5 |
| ----------- | ---------- | ---------- | ---------- | ---------- |
| Puerto Rico | Séc        | Canada     | Úc         | Hoa Kỳ     |

#### Tổng quan
| Kết quả     | Thí sinh |
| ----------- | --- |
| Chiến thắng | - Hoa Kỳ – Daryn Friedman |
| Á quân 1    | - Úc – Lochlan “Lochie” Carey |
| Á quân 2    | - Puerto Rico – Danny Mejia |
| Top 5       | - Canada – Travis Edward - Séc – Tomas Haring |
| Top 20      | - Argentina – Tomas Ghigo - El Salvador – Josue Molina - Anh – Manuel Alcantara-Turner - Ethiopia – Natnael Yazbec - Pháp – Maxime Klinger - Guinée – Djibril Cissé - Ấn Độ – Gokul Ganesan - Indonesia – Nathanael Yoga - Ireland – Glenn Williamson - Ý – Bruno Barbieri - Montenegro – Vladimir Vukcevic - Sierra Leone – Alhaji Hassan Mansaray - Singapore – John Sathguru - Tây Ban Nha – Antonio Company - Việt Nam – Phạm Tuấn Ngọc |

### Talent
Thí sinh chiến thắng phần thi Talent sẽ được tiến thẳng vào Top 20.
| Kết quả     | Thí sinh |
| ----------- | --- |
| Chiến thắng | - Puerto Rico – Danny Mejia |
| Top 5       | - Canada – Travis Edward - Ba Lan – Hubert Gromadzki - Hoa Kỳ – Daryn Friedman - Việt Nam – Phạm Tuấn Ngọc |
| Top 36      | - Albania – Algert Beraj - Angola – Salvatore Crisball - Botswana – Vincent Gobuamang - Campuchia – Sokhunrangsey Thul - Séc – Tomas Haring - Ecuador – Antonio Borja - El Salvador – Josue Molina - Phần Lan – Juuso Savolainen - Pháp – Maxime Klinger - Ấn Độ – Gokul Ganesan - Indonesia – Nathanael Yoga - Ý – Bruno Barbieri - Jamaica – Tarique Barrett - Nhật Bản – Tomohiro Mitani - Kenya – Teddy Rossiter - Lào – Sithpaseuth Syinthavong - Mauritius – Govind Nagi - México – Alan Salazar - Montenegro – Vladimir Vukcevic - Myanmar – Sai Toung Law - Nepal – Santosh Lokshum Limbu - Hà Lan – Ahmed Haydar - New Zealand – Tim Kiriwi - Nicaragua – Erlin Ayerdis - Pakistan – Usman Janjua - Philippines – Kirk Bondad - Sierra Leone – Alhaji Hassan Mansaray - Nam Phi – Samuel Chauke - Tây Ban Nha – Antonio Company - Sri Lanka – Megha Sooriyaarachchi - Thái Lan – Jeerawat Vatchasakol |

### Top Model
Thí sinh chiến thắng phần thi Top Model sẽ được tiến thẳng vào Top 20.
| Kết quả     | Thí sinh |
| ----------- | --- |
| Chiến thắng | - Thổ Nhĩ Kỳ – Ege Karabenli |
| Top 5       | - Ấn Độ – Gokul Ganesan - Bắc Ireland – James Moody - Philippines – Kirk Bondad - Tây Ban Nha – Antonio Company                                                                                   |
| Top 12      | - Trung Quốc – Wei Zihong - Colombia – Juan Esteban Rodriguez - Ý – Bruno Barbieri - Kenya – Teddy Rossiter - México – Alan Salazar - Venezuela – Juan Alberto García - Việt Nam – Phạm Tuấn Ngọc |

### Sports
Thí sinh chiến thắng phần thi Sports sẽ được tiến thẳng vào Top 20.

#### Tổng quan
| Kết quả     | Thí sinh                              |
| ----------- | ------------------------------------- |
| Chiến thắng | - Puerto Rico – Danny Mejia           |
| Á quân 1    | - Philippines – Kirk Bondad Wachsmuth |
| Á quân 2    | - Ý – Bruno Barbiero                  |
| Á quân 3    | - Anh – Manuel Alcantara-Turner       |
| Á quân 4    | - Botswana – Vincent Gobuamang        |

| Kết quả                    | Thí sinh |
| -------------------------- | --- |
| Chiến thắng                | - Puerto Rico – Danny Mejia |
| Á quân 1                   | - Ý – Bruno Barbiero |
| Á quân 2                   | - Brasil – Eduardo Menezes |
| Top 20 (xếp theo thứ hạng) | - Tây Ban Nha – Antonio Company - Úc – Lochlan Carey - Hoa Kỳ – Daryn Friedman - El Salvador – Josue Molina - Venezuela – Juan Alberto García - Anh – Manuel Alcantara-Turner - Séc – Tomas Haring - Pháp – Maxime Klinger - Phần Lan – Juuso Savolainen - Montenegro – Vladimir Vukcevic - Philippines – Kirk Bondad Wachsmuth - Bắc Ireland – James Moody - Thổ Nhĩ Kỳ – Ege Karabenli - Bỉ – Nathan de Schepper - México – Alan Salazar - Thái Lan – Jeerawat Vatchasakol - Cộng hòa Dominica – Julio Peña |

| Kết quả                    | Thí sinh |
| -------------------------- | --- |
| Chiến thắng                | - Botswana – Vincent Gobuamang |
| Á quân 1                   | - Philippines – Kirk Bondad Wachsmuth |
| Á quân 2                   | - Trung Quốc – Wei Zihong |
| Top 20 (xếp theo thứ hạng) | - México – Alan Salazar - Nhật Bản – Tomohiro Mitani - Puerto Rico – Danny Mejia - Phần Lan – Juuso Savolainen - Anh – Manuel Alcantara-Turner - Nam Sudan – Amac Mathiang Ater Apugi - Kenya – Teddy Rossiter - Hà Lan – Ahmed Haydar - Malta – Slaven Micallef - Nam Phi – Samuel Chauke - Mauritius – Govind Nagi - Ý – Bruno Barbieri - Hoa Kỳ – Daryn Friedman - Indonesia – Nathanael Yoga - Tây Ban Nha – Antonio Company - Pakistan – Usman Janjua - Thổ Nhĩ Kỳ – Ege Karabenli |

### Beauty With a Purpose
Thí sinh chiến thắng phần thi Beauty With a Purpose sẽ được tiến thẳng vào Top 20.
| Kết quả     | Thí sinh |
| ----------- | --- |
| Chiến thắng | - Myanmar – Sai Toung Law |
| Top 5       | - Cộng hòa Dominica – Julio Peña - Nam Phi – Samuel Chauke - Tây Ban Nha – Antonio Company - Việt Nam – Phạm Tuấn Ngọc |
| Top 30      | - Úc – Lochlan Carey - Bỉ – Nathan de Schepper - Botswana – Vincent Gobuamang - Brasil – Eduardo Menezes - Campuchia – Sokhunrangsey Thul - El Salvador – Josue Molina - Anh – Manuel Alcantara-Turner - Pháp – Maxime Klinger - Guinée – Djibril Cissé - Ấn Độ – Gokul Ganesan - Indonesia – Nathanael Yoga - Ireland – Glenn Williamson - Ý – Bruno Barbieri - Jamaica – Tarique Barrett - Liban – Mario El Hajj - Malaysia – Joshua Benedict - México – Alan Salazar - Montenegro – Vladimir Vukcevic - Nepal – Santosh Lokshum Limbu - Philippines – Kirk Bondad Wachsmuth - Puerto Rico – Danny Mejia - Sierra Leone – Alhaji Hassan Mansaray - Nam Sudan – Amac Mathiang Ater Apugi - Sri Lanka – Megha Sooriyaarachchi - Thái Lan – Jeerawat Vatchasakol |

### Mr People's Choice
Top 4 thí sinh chiến thắng giải châu lục phần thi Mr People's Choice sẽ được tiến thẳng vào Top 20.
Thí sinh chiến thắng phần thi Mr People's Choice sẽ được tiến thẳng vào Top 10.
| Kết quả     | Kết quả                  | Thí sinh                                |
| ----------- | ------------------------ | --------------------------------------- |
| Chiến thắng | Chiến thắng              | - Sri Lanka - Megha Sooriyaarachchi     |
| Top 4       | Châu Á và Châu Đại Dương | - Sri Lanka – Megha Sooriyaarachchi     |
| Top 4       | Châu Âu                  | - Sierra Leone – Alhaji Hassan Mansaray |
| Top 4       | Châu Mỹ                  | - Perú – Mickael Peña Olivieri          |
| Top 4       | Châu Âu                  | - Bỉ – Nathan de Schepper               |

### Multimedia
Thí sinh chiến thắng phần thi Multimedia sẽ được tiến thẳng vào Top 20.
| Kết quả     | Thí sinh |
| ----------- | --- |
| Chiến thắng | - Ý – Bruno Barbieri |
| Top 5       | - El Salvador – Josue Molina - Ấn Độ – Gokul Ganesan - Hà Lan – Ahmed Haydar - Tây Ban Nha – Antonio Company |
| Top 17      | - Argentina – Tomas Ghigo - Trung Quốc – Wei Zihong - Séc – Tomas Haring - Pháp – Maxime Klinger - Indonesia – Nathanael Yoga - Kenya – Teddy Rossiter - Lào – Sithpaseuth Syinthavong - Malaysia – Joshua Benedict - México – Alan Salazar - Puerto Rico – Danny Mejia - Nam Phi – Samuel Chauke - Việt Nam – Phạm Tuấn Ngọc |

### Best National Costume
| Kết quả     | Kết quả   | Thí sinh |
| ----------- | --------- | --- |
| Chiến thắng | Giám khảo | - Nam Sudan – Amac Mathiang Ater Apugi |
| Chiến thắng | Fan Vote  | - Sri Lanka – Megha Sooriyaarachchi |
| Top 20      | Top 20    | - Angola – Salvatore Crisball - Colombia – Juan Esteban Rodriguez - Séc – Tomas Haring - Indonesia – Nathanael Yoga - Ireland – Glenn Williamson - Ý – Bruno Barbieri - Jamaica – Tarique Barrett - Kenya – Teddy Rossiter - México – Alan Salazar - Hà Lan – Ahmed Haydar - Nicaragua – Erlin Ayerdis - Philippines – Kirk Bondad Wachsmuth - Ba Lan – Hubert Gromadzki - Puerto Rico – Danny Mejia - Sierra Leone – Alhaji Hassan Mansaray - Nam Phi – Samuel Chauke - Venezuela – Juan Alberto García - Việt Nam – Phạm Tuấn Ngọc |

## Thí sinh tham gia
60 thí sinh dự thi.
| Quốc gia/ Vùng lãnh thổ | Thí sinh                 | Tuổi | Chiều cao               | Quê quán          | Khu vực                 | T.k.   |
| ----------------------- | ------------------------ | ---- | ----------------------- | ----------------- | ----------------------- | ------ |
| Albania                 | Algert Beraj             | 28   | 1,87 m (6 ft 1+1⁄2 in)  | Tirana            | Châu Âu                 | [ 7 ]  |
| Angola                  | Salvatore Crisball       | 24   | 2,00 m (6 ft 6+1⁄2 in)  | Luanda            | Châu Phi                | [ 8 ]  |
| Anh                     | Manuel Alcantara-Turner  | 22   | 1,78 m (5 ft 10 in)     | Windsor           | Châu Âu                 | [ 9 ]  |
| Argentina               | Tomas Ghigo              | 23   | 1,83 m (6 ft 0 in)      | Buenos Aires      | Châu Mỹ & Caribe        | [ 10 ] |
| Ấn Độ                   | Gokul Ganesan            | 24   | 1,91 m (6 ft 3 in)      | Chennai           | Châu Á & Châu Đại Dương | [ 11 ] |
| Ba Lan                  | Hubert Gromadzki         | 27   | 1,86 m (6 ft 1 in)      | Warszawa          | Châu Âu                 | [ 12 ] |
| Bangladesh              | B Proshad Das            | 24   | 1,90 m (6 ft 3 in)      | Dhaka             | Châu Á & Châu Đại Dương | [ 13 ] |
| Bắc Ireland             | James Moody              | 18   | 1,93 m (6 ft 4 in)      | Belfast           | Châu Âu                 | [ 14 ] |
| Bỉ                      | Nathan de Schepper       | 21   | 1,89 m (6 ft 2+1⁄2 in)  | Oudenaarde        | Châu Âu                 | [ 15 ] |
| Bolivia                 | Mario Chávez             | 25   | 1,90 m (6 ft 3 in)      | Santa Cruz        | Châu Mỹ & Caribe        | [ 16 ] |
| Botswana                | Vincent Gobuamang        | 22   | 1,63 m (5 ft 4 in)      | Qabo              | Châu Phi                | [ 17 ] |
| Brasil                  | Eduardo Menezes          | 19   | 1,85 m (6 ft 1 in)      | Toledo            | Châu Mỹ & Caribe        | [ 18 ] |
| Bulgaria                | Mihail Sitev             | 31   | 1,87 m (6 ft 1+1⁄2 in)  | Plovdiv           | Châu Âu                 | [ 19 ] |
| Campuchia               | Sokhunrangsey Thul       | 21   | 1,83 m (6 ft 0 in)      | Kampot            | Châu Á & Châu Đại Dương | [ 20 ] |
| Canada                  | Travis Edward            |      | 1,83 m (6 ft 0 in)      | Halifax           | Châu Mỹ & Caribe        | [ 21 ] |
| Colombia                | Juan Esteban Rodriguez   | 18   | 1,95 m (6 ft 5 in)      | Bogotá            | Châu Mỹ & Caribe        | [ 22 ] |
| Cộng hòa Dominica       | Julio Peña               | 25   | 1,80 m (5 ft 11 in)     | Santo Domingo     | Châu Mỹ & Caribe        | [ 23 ] |
| Ecuador                 | Antonio Borja            | 24   | 1,87 m (6 ft 1+1⁄2 in)  | Guayaquil         | Châu Mỹ & Caribe        | [ 24 ] |
| El Salvador             | Josue David Molina       | 26   | 1,83 m (6 ft 0 in)      | San Salvador      | Châu Mỹ & Caribe        | [ 25 ] |
| Ethiopia                | Natnael Yazbec           | 28   | 1,85 m (6 ft 1 in)      | Dire Dawa         | Châu Phi                | [ 26 ] |
| Guadeloupe              | Melvin Bartan            |      | 1,84 m (6 ft 1⁄2 in)    | Basse-Terre       | Châu Mỹ & Caribe        | [ 27 ] |
| Guinée                  | Djibril Cissé            | 28   | 1,91 m (6 ft 3 in)      | Conakry           | Châu Phi                | [ 28 ] |
| Hà Lan                  | Ahmed Haydar             | 19   | 1,82 m (5 ft 11+1⁄2 in) | Amsterdam         | Châu Âu                 | [ 29 ] |
| Hoa Kỳ                  | Daryn Friedman           | 25   | 1,83 m (6 ft 0 in)      | Hollywood         | Châu Mỹ & Caribe        | [ 30 ] |
| Indonesia               | Nathanael Yoga           | 21   | 1,84 m (6 ft 1⁄2 in)    | Jakarta           | Châu Á & Châu Đại Dương | [ 31 ] |
| Ireland                 | Glenn Williamson         | 28   | 1,90 m (6 ft 3 in)      | Togher            | Châu Âu                 | [ 32 ] |
| Jamaica                 | Tarique Barrett          | 22   | 1,82 m (5 ft 11+1⁄2 in) | Kingston          | Châu Mỹ & Caribe        | [ 33 ] |
| Kenya                   | Teddy Rossiter           |      | 1,88 m (6 ft 2 in)      | Nairobi           | Châu Phi                | [ 34 ] |
| Lào                     | Sithpaseuth Syinthavong  |      | 1,82 m (5 ft 11+1⁄2 in) | Viêng Chăn        | Châu Á & Châu Đại Dương | [ 35 ] |
| Liban                   | Mario El Hajj            |      | 1,85 m (6 ft 1 in)      | Beirut            | Châu Á & Châu Đại Dương | [ 36 ] |
| Malaysia                | Joshua Benedict          | 32   | 1,84 m (6 ft 1⁄2 in)    | Johor Bahru       | Châu Á & Châu Đại Dương | [ 37 ] |
| Malta                   | Slaven Micallef          | 27   | 1,78 m (5 ft 10 in)     | Naxxar            | Châu Âu                 | [ 38 ] |
| Mauritius               | Govind Nagi              | 25   | 1,88 m (6 ft 2 in)      | Moka              | Châu Phi                | [ 39 ] |
| México                  | Alan Salazar             | 24   | 1,87 m (6 ft 1+1⁄2 in)  | Thành phố Mexico  | Châu Mỹ & Caribe        | [ 40 ] |
| Montenegro              | Vladimir Vukcevic        | 20   | 1,94 m (6 ft 4+1⁄2 in)  | Podgorica         | Châu Âu                 | [ 41 ] |
| Myanmar                 | Sai Toung Law            |      | 1,69 m (5 ft 6+1⁄2 in)  | Shan              | Châu Á & Châu Đại Dương | [ 42 ] |
| Nam Phi                 | Samuel Chauke            | 30   | 1,80 m (5 ft 11 in)     | Potchefstroom     | Châu Phi                | [ 43 ] |
| Nam Sudan               | Amac Mathiang Ater Apugi |      | 1,92 m (6 ft 3+1⁄2 in)  | Juba              | Châu Phi                | [ 44 ] |
| Nepal                   | Santosh Lokshum Limbu    | 20   | 1,78 m (5 ft 10 in)     | Jhapa             | Châu Á & Châu Đại Dương | [ 45 ] |
| Nhật Bản                | Tomohiro Mitani          | 23   | 1,81 m (5 ft 11+1⁄2 in) | Minato            | Châu Á & Châu Đại Dương | [ 46 ] |
| Nicaragua               | Erlin Ayerdis            | 24   | 1,81 m (5 ft 11+1⁄2 in) | Managua           | Châu Mỹ & Caribe        | [ 47 ] |
| Pakistan                | Usman Janjua             | 24   | 1,89 m (6 ft 2+1⁄2 in)  | Lahore            | Châu Á & Châu Đại Dương | [ 48 ] |
| Perú                    | Mickael Peña Olivieri    | 24   | 1,91 m (6 ft 3 in)      | Cusco             | Châu Mỹ & Caribe        | [ 49 ] |
| Pháp                    | Maxime Klinger           | 24   | 1,83 m (6 ft 0 in)      | Kembs             | Châu Âu                 | [ 50 ] |
| Phần Lan                | Juuso Savolainen         | 24   | 1,77 m (5 ft 9+1⁄2 in)  | Helsinki          | Châu Âu                 | [ 51 ] |
| Philippines             | Kirk Bondad              | 27   | 1,90 m (6 ft 3 in)      | Baguio            | Châu Á & Châu Đại Dương | [ 52 ] |
| Puerto Rico             | Danny Mejia              | 27   | 1,88 m (6 ft 2 in)      | San Juan          | Châu Mỹ & Caribe        | [ 53 ] |
| Serbia                  | Filip Bakic              | 21   | 1,85 m (6 ft 1 in)      | Beograd           | Châu Âu                 | [ 54 ] |
| Séc                     | Tomas Haring             | 31   | 1,90 m (6 ft 3 in)      | Praha             | Châu Âu                 | [ 55 ] |
| Sierra Leone            | Alhaji Hassan Mansaray   | 26   | 1,88 m (6 ft 2 in)      | Kamabai           | Châu Phi                | [ 56 ] |
| Singapore               | John Sathguru            | 29   | 1,86 m (6 ft 1 in)      | Singapore         | Châu Á & Châu Đại Dương | [ 57 ] |
| Sri Lanka               | Megha Sooriyaarachchi    | 28   | 1,78 m (5 ft 10 in)     | Kandy             | Châu Á & Châu Đại Dương | [ 58 ] |
| Tây Ban Nha             | Antonio Company          | 26   | 1,89 m (6 ft 2+1⁄2 in)  | Palma de Mallorca | Châu Âu                 | [ 59 ] |
| Thái Lan                | Jeerawat Vatchasakol     | 28   | 1,81 m (5 ft 11+1⁄2 in) | Chiang Rai        | Châu Á & Châu Đại Dương | [ 60 ] |
| Thổ Nhĩ Kỳ              | Ege Karabenli            | 26   | 1,90 m (6 ft 3 in)      | Kuşadası          | Châu Á & Châu Đại Dương | [ 61 ] |
| Trung Quốc              | Wei Zihong               | 24   | 1,88 m (6 ft 2 in)      | Tứ Xuyên          | Châu Á & Châu Đại Dương | [ 62 ] |
| Úc                      | Lochlan “Lochie” Carey   | 25   | 1,84 m (6 ft 1⁄2 in)    | Melbourne         | Châu Á & Châu Đại Dương | [ 63 ] |
| Venezuela               | Juan Alberto García      | 25   | 1,88 m (6 ft 2 in)      | Valencia          | Châu Mỹ & Caribe        | [ 64 ] |
| Việt Nam                | Phạm Tuấn Ngọc           | 25   | 1,84 m (6 ft 1⁄2 in)    | Hải Phòng         | Châu Á & Châu Đại Dương | [ 65 ] |
| Ý                       | Bruno Barbieri           | 32   | 1,84 m (6 ft 1⁄2 in)    | Roma              | Châu Âu                 | [ 66 ] |

### Dự thi cuộc thi sắc đẹp quốc tế khác
| Cuộc thi              | Năm  | Quốc gia/vùng lãnh thổ | Thí sinh                          | Thứ hạng       | T.k.   |
| --------------------- | ---- | ---------------------- | --------------------------------- | -------------- | ------ |
| Manhunt International | 2022 | Úc                     | Lochlan Carey                     | Nam vương      |        |
| Manhunt International | 2024 | Angola                 | Salvatore Crisball                | Top 20         |        |
| Mister International  | 2024 | El Salvador            | Josué David Molina                | Không đạt giải |        |
| Mister International  | 2025 | Philippines            | Kirk Bondad                       |                | [ 67 ] |
| Mister Supranational  | 2025 | Malta                  | Slaven Micallef                   | Không đạt giải |        |
| Mister Supranational  | 2025 | Séc                    | Tomáš Haring                      | Top 10         | [ 68 ] |
| Mister Supranational  | 2025 | Trung Quốc             | Wei Zihong · (đại diện Hồng Kông) | Top 20         |        |

## Chú ý

### Lần đầu tham gia
- Guinée
- Lào
- Pakistan

### Trở lại
| - Lần cuối tham gia vào năm 1996: - Botswana - Lần cuối tham gia vào năm 1998: - Jamaica - Lần cuối tham gia vào năm 2007: - Albania - Lần cuối tham gia vào năm 2010: - Ethiopia | - Lần cuối tham gia vào năm 2012: - Việt Nam - Lần cuối tham gia vào năm 2014: - Bỉ - Thổ Nhĩ Kỳ - Lần cuối tham gia vào năm 2016: - Bolivia - Pháp |

### Thay thế
- Argentina – Franco Luciano Touceda được thay thế bởi Tomas Ghigo
- Brasil – Vilmar Bertolino được thay thế bởi Eduardo Menezes
- Campuchia – Oliver Sara và Chomreoun Sovananreach được thay thế bởi Sokhunrangsey Thul
- Séc – Zbyněk Vlček được thay thế bởi Tomas Haring
- Anh – Liam Royce Ulla được thay thế bởi Manuel Alcantara-Turner
- Ấn Độ – Jitesh Singh Deo được thay thế bởi Gokul Ganesan
- Kenya – Franklyne Herbert Asoyo được thay thế bởi Teddy Rossiter
- Malta – Alex Borg được thay thế bởi Slaven Micallef
- Nepal – Nutan Shrestha được thay thế bởi Santosh Lokshum Limbu
- Nicaragua – Hanniel Espinoza được thay thế bởi Erlin Ayerdis
- Perú – Victor Soto được thay thế bởi Mickael Peña Olivieri
- Singapore – Joshua Moses được thay thế bởi John Sathguru
- Nam Phi – Sean van Noordwyk được thay thế bởi Samuel Chauke

### Bỏ cuộc

#### Trước cuộc thi
| - Armenia - Áo - Bosna và Hercegovina - Curaçao | - Hy Lạp - Honduras - Kazakhstan - Hàn Quốc | - Kyrgyzstan - Latvia - Luxembourg - Paraguay | - Nga - Samoa - Sint Maarten - Tonga |

#### Trong thời gian diễn ra cuộc thi
| - Cameroon – Hendrix Allan Moth - Chile – Jorge Aldoney - Costa Rica – José Roberto Mena Araya - Guinea Xích Đạo – Abraham Mauvé | - Estonia – Janno Talumaa - Ghana – Richard Ouro-Tagba Kofi - Guiné-Bissau – Gabriel Monteiro - Liberia – Bruce Irwin Schuler | - New Zealand – Tim Kiriwi - Nigeria – Michael Mazi-Michael - Panamá – Aaron Guerra - Uganda – Shaun Micheal Alinda |